# Tom Sawyer (film, 2000)
Tom Sawyer je americký animovaný hudební komediální film režiséra Paula Sabelly a Phila Mendeze. Na trh byl uveden 4. dubna 2000, vytvořila jej společnost MGM Animation, animace vytvořila společnost Wang Film Productions. Jedná se o adaptaci knihy Marka Twaina Dobrodružství Toma Sawyera, místo lidí zde vystupují antropomorfní zvířata. Hlasy postavám propůjčili zpěváci country hudby.